# ジャスパー郡 (サウスカロライナ州)

サウスカロライナ州内の位置

ジャスパー郡（Jasper County）は、アメリカ合衆国サウスカロライナ州に位置する郡である。人口は20,678人（2000年）。郡庁所在地はリッジランドである。

## 地理
アメリカ合衆国統計局によると、この郡は総面積1,812 km2 (700 mi2) である。このうち1,699 km2 (656 mi2) が陸地で113 km2 (44 mi2) が水地域である。総面積の6.24%が水地域となっている。

## 人口動勢
2000年国勢調査で、この郡は人口20,678人、7,042世帯、及び5,091家族が暮らしている。人口密度は12/km2 (32/mi2) である。5/km2 (12/mi2) の平均的な密度に7,928軒の住宅が建っている。この郡の人種的な構成は白人42.39%、アフリカン・アメリカン52.69%、先住民0.37%、アジア0.44%、太平洋諸島系0.05%、その他の人種3.39%、及び混血0.67%である。ここの人口の5.75%はヒスパニックまたはラテン系である。
この郡内の住民は26.80%が18歳未満の未成年、18歳以上24歳以下が10.30%、25歳以上44歳以下が30.70%、45歳以上64歳以下が21.20%、及び65歳以上が11.00%にわたっている。中央値年齢は34歳である。女性100人ごとに対して男性は111.00人である。18歳以上の女性100人ごとに対して男性は111.30人である。
この郡内の世帯ごとの平均的な収入は30,727米ドルであり、家族ごとの平均的な収入は36,793米ドルである。男性は29,407米ドルに対して女性は21,055米ドルの平均的な収入がある。この郡の一人当たりの収入 (per capita income) は14,161米ドルである。人口の20.70%及び家族の15.40%は貧困線以下である。全人口のうち18歳未満の26.30%及び65歳以上の21.40%は貧困線以下の生活を送っている。

## 都市及び町
- リッジランド (Ridgeland)
- Hardeeville